# Otroški rak
Otroški rak je rak pri otrocih. V Združenih državah Amerike je opredeljen kot rak pri otrocih, starih od 0 do vključno 14 let, torej do starosti 14 let in 11,9 meseca.  Opredelitev otroškega raka včasih vključuje mladostnike, stare od 15 do 19 let. Otroška onkologija je veja medicine, ki se ukvarja z diagnostiko in zdravljenjem raka pri otrocih.
Ocenjuje se, da se po svetu rak vsako leto pojavi pri več kot 175.000 otrocih, zaradi njega pa vsako leto umre približno 96.000 otrok. V razvitih državah je smrtnost otroškega raka približno 20-odstotna. Po drugi strani pa je v najrevnejših državah smrtnost približno 80-odstotna ali v najrevnejših državah sveta celo 90-odstotna. V številnih razvitih državah se incidenca počasi povečuje, saj se je stopnja raka pri otrocih med letoma 1975 in 2002 v ZDA povečevala za 0,6 %, v Evropi pa za 1,1 % na leto. V Sloveniji za rakom zboli približno 50 otrok letno; pojavnost se povečuje, vendar se pa zmanjšuje umrljivost.
Za razliko od raka pri odraslih, ki običajno nastane zaradi dolgotrajne poškodbe DNK, raka v otroštvu običajno povzroči iztirjenje običajnih razvojnih procesov.

## Znaki in simptomi

### Težave z učenjem
Otroci z rakom so izpostavljeni tveganju za pojav različnih kognitivnih ali učnih težav. Te težave so lahko povezane z možgansko poškodbo, ki je posledica samega raka, na primer možganskega tumorja ali metastaz v osrednjem živčevju, ali neželenih učinkov zdravljenja raka s kemoterapijo in radioterapijo. Študije so pokazale, da lahko kemoterapija in radioterapija poškodujeta belo možganovino in motita možgansko aktivnost.
Ta kognitivni problem je znan kot kognitivna okvara po kemoterapiji (PCCI) ali »kemoterapevtski možgani«. Ta izraz pogosto uporabljajo preživeli, ki navajajo težave z mišljenjem in spominom po zdravljenju raka. Raziskovalci niso prepričani, kaj točno povzroča kemoterapevtske možgane, vendar pravijo, da so verjetno povezani s samim rakom, zdravljenjem raka ali čustveno reakcijo na oboje.
To kognitivno motnjo pogosto opazimo nekaj let po tem, ko otrok prestane zdravljenje raka. Ko se otrok, ki je preživel raka v otroštvu, vrne v šolo, lahko dosega slabše rezultate pri preizkusih znanja, ima težave s spominom, pozornostjo in vedenjem, pa tudi slabo koordinira roke z očmi in se sčasoma razvija upočasnjeno. Če kognitivne učne težave vplivajo na izobraževalni uspeh otrok, lahko starši v šoli zaprosijo za dodatno pomoč.

## Dejavniki tveganja
Družinski in genetski dejavniki se ugotovijo v 5–15 % primerov raka pri otrocih. V < 5–10 % primerov so znani dejavniki okolja in eksogeni dejavniki, kot so prenatalna izpostavljenost tobaku, rentgenskim žarkom ali nekaterim zdravilom. V preostalih 75–90 % primerov pa posamezni vzroki ostajajo neznani. V večini primerov se, tako kot pri rakotvornosti na splošno, domneva, da rak vključuje več dejavnikov tveganja in spremenljivk.
Med vidike, zaradi katerih se dejavniki tveganja za otroški rak razlikujejo od tistih, ki jih opazimo pri raku pri odraslih, spadajo:
- Različna in včasih edinstvena izpostavljenost nevarnostim za okolje. Otroci se morajo pogosto zanašati na odrasle, da jih zaščitijo pred strupenimi okoljskimi dejavniki.
- Nezreli fiziološki sistemi za odstranjevanje ali presnovo snovi iz okolja.
- Rast in razvoj otrok v fazah, imenovanih "razvojna okna", ima za posledico "kritična okna ranljivosti".

Poleg tega prispeva k daljšemu izražanju raka z dolgim latenčnim obdobjem daljša pričakovana življenjska doba pri otrocih, kar povečuje tveganje za razvoj nekaterih vrst raka pozneje v življenju.
Z večjim tveganjem za otroški rak povezujejo višjo starost potomcev. Nekateri vzroki za otroškega raka so preprečljivi, npr. čezmerna in napačna uporaba ionizirajočega sevanja pri računalniški tomografiji, kadar ta ni indicirana ali če se uporabljajo protokoli za odrasle. 

## Diagnoza

### Vrste
Najpogostejše vrste raka pri otrocih so (otroška) levkemija (32 %), možganski tumorji (18 %) in limfomi (11 %).  Leta 2005 so diagnozo levkemije v ZDA postavili pri 4,1 od 100.000 oseb, mlajših od 20 let, 0,8 od 100.000 pa jih je umrlo. Število novih primerov je bilo največ v starostni skupini od 1 do 4 let, največ smrtnih primerov pa je bilo v starostni skupini od 10 do 14 let.
Leta 2005 je bilo ugotovljeno, da ima raka na možganih ali osrednjem živčevju 2,9 od 100 000 ljudi, starih od 0 do 19 let, 0,7 od 100 000 pa jih je umrlo. Tega raka so najpogosteje ugotovili pri otrocih, starih od 1 do 4 let, največ smrtnih primerov pa je bilo pri otrocih, starih od 5 do 9 let. Glavni podtipi tumorjev možganov in osrednjega živčevja pri otrocih so astrocitom, gliom možganskega debla, kraniofaringeom, dezmoplastični infantilni gangliogliom, ependimom, visokokakovostni gliom, meduloblastom in atipični teratoidni rabdoidni tumor.
Druge, manj pogoste vrste raka pri otrocih so: 
- Nevroblastom (6 %, živčevje)
- Wilmsov tumor (5 %, ledvice)
- Ne-Hodgkinov limfom (4 %, kri)
- Otroški rabdomiosarkom (3 %, številna mesta)
- Retinoblastom (3 %, oko)
- Osteosarkom (3 %, kostni rak)
- Ewingov sarkom (1 %, številna mesta)
- Tumorji zarodnih celic (5 %, številna mesta)
- Plevropulmonalni blastom (pljuča ali plevralna votlina )
- Hepatoblastom in hepatocelularni karcinom (rak jeter)

## Onkologija mladostnikov in mladih odraslih
Onkologija mladostnikov in mladih odraslih (adolescent and young adult oncology – AYA) je veja medicine, ki se ukvarja s preprečevanjem, diagnozo in zdravljenjem raka pri bolnikih, starih od 13 do 30 let. Študije stalno kažejo, da se stopnja preživetja otroškega raka povečuje, stopnja preživetja raka otrok in mladostnikov pa stagnira. Medtem ko so klinična preskušanja za odrasle z rakom in otroke z rakom številna, se v skupini mladostnikov in mladih odraslih tovrstna preskušanja izvajajo premalo. Večina pediatričnih kliničnih preskušanj služi bolnikom do 21. leta. Poleg tega se mladostniki in mladi odrasli srečujejo s težavami, ki jih odrasli in otroci redko doživljajo, vključno s težavami na fakulteti, težavami s plodnostjo in občutkom osamljenosti. Študije so večkrat pokazale, da je zdravljenje mlajših odraslih z enakimi protokoli, kot se uporabljajo v pediatriji, učinkovitejše kot zdravljenje, namenjeno odraslim.

## Zdravljenje
Otroški raki običajno niso tumorji s klinično ciljanimi onkogeni. Tako je zdravljenje pogosto omejeno na kemoradioterapijo, ki je kombinacija kemoterapije in radioterapije. Citotoksičnost kemoterapije lahko povzroči takojšnjo in dolgoročno sočasne obolevnost, povezano z zdravljenjem. Pri otrocih, ki se zdravijo zaradi raka z velikim tveganjem, jih je več kot 80 % zaradi zdravljenja izpostavljenih življenje ogrožajoči ali smrtni toksičnosti.

## Prognoza
Odrasli, ki so preživeli otroškega raka, imajo nekatere telesne, duševne in socialne težave.
Glavni dolgoročni zaplet pri odraslih, ki so preživeli otroškega raka, je prezgodnja bolezen srca. Odrasli preživeli imajo osemkrat večjo verjetnost, da bodo umrli zaradi bolezni srca kot drugi ljudje, srčna nepravilnost pa se razvije pri več kot polovici otrok, zdravljenih zaradi raka, čeprav je lahko asimptomatska ali preblaga, da bi lahko postavili klinično diagnozo bolezni srca.
Odrasle, ki so preživeli otroškega raka, ogrožajo tudi neželene posledice na ledvicah in jetrih. Tveganje za pozne posledice otroškega raka je večje pri tistih, ki so se zdravili z radioterapijo jeter, in pri ljudeh z dejavniki, kot sta višji indeks telesne mase in kronični virusni hepatitis. Nekatera zdravljenja in operacije na jetrih lahko povečajo tudi tveganje za škodljive vplive otroškega raka na jetra.

## Epidemiologija
Na mednarodni ravni se pojavnost raka pri otrocih najbolj razlikuje med državami z visokim dohodkom in državami z nizkim dohodkom. To je lahko posledica razlik v zmožnosti diagnosticiranja raka, razlik v tveganju med različnimi etničnimi ali rasnimi podskupinami ter razlik v dejavnikih tveganja. Primer različnih dejavnikov tveganja je pediatrični Burkittov limfom, oblike ne-Hodgkinovega limfoma, za katero v delih podsaharske Afrike, kjer je povezana z anamnezo okužbe z virusom Epstein-Barr in malarijo, vsako leto zboli od 6 do 7 otrok na 100.000.   V industrializiranih državah Burkittov limfom ni povezan s temi nalezljivimi stanji.

### Združene države
V ZDA je rak drugi najpogostejši vzrok smrti otrok, starih od 1 do 14 let, pred katerim so le nezgode. Diagnozo raka so v ZDA postavili pri več kot 16 na 100.000 otrok in najstnikov, umrli pa so skoraj 3 na 100.000. Leta 2012 so ocenili, da je bila pojavnost raka pri otrocih, starih od 0 do 14 let, 12.000 novih primerov, umrlo pa je 1300 otrok. Statistični podatki iz poročila Ameriškega združenja za boj proti raku iz leta 2014:
Starost od rojstva do 14 let
| Spol    | Pojavnost | Smrtnost | Opazovano preživetje (%) |
| ------- | --------- | -------- | ------------------------ |
| Dečki   | 178,0     | 23,3     | 81,3                     |
| Deklice | 160,1     | 21,1     | 82,0                     |

Starost od 15 do 19 let 
| Spol    | Pojavnost | Smrtnost | Opazovano preživetje (%) |
| ------- | --------- | -------- | ------------------------ |
| Dečki   | 237,7     | 34,5     | 80,0                     |
| Deklice | 235,5     | 24,7     | 85,4                     |

Opomba: Pojavnost in smrtnost sta izraženi s številom na 1.000.000 in sta prilagojeni prebivalstvu ZDA leta 2000. Odstotek opazovanega preživetja temelji na podatkih za obdobje 2003–2009.

### Združeno kraljestvo
Rak pri otrocih je v Združenem kraljestvu redek, saj vsako leto v povprečju postavijo 1800 diagnoz, vendar prispeva k smrti zaradi raka manj kot 1 % vseh smrtnih primerov. V Združenem kraljestvu starost ni moteči dejavnik smrtnosti zaradi bolezni. V obdobju 2014–2016 je zaradi raka umrlo približno 230 otrok, najpogostejši vzrok pa je bil rak možganov/osrednjega živčevja.

### Slovenija
V Sloveniji za rakom zboli vsako leto približno 50 otrok; pojavnost se povečuje, vendar se pa zmanjšuje umrljivost.

## Fundacije in zbiranje sredstev
Največja svetovna ustanova za pediatričnega raka je Childhood Cancer International. Osredotoča se na zgodnji dostop do oskrbe za raka pri otrocih s poudarkom na podpori bolnikom in njihovem zagovorništvu. Trenutno se z rakom ukvarjajo različne organizacije, katerih glavni poudarek je boj proti otroškemu raku.
Med organizacije, ki se osredotočajo na otroškega raka z raziskavami in/ali podpornimi programi, so npr. Childhood Cancer Canada, CLIC Sargent in Children's Cancer and Leukemia Group (v Združenem kraljestvu), Child Cancer Foundation (na Novi Zelandiji), Children's Cancer Recovery Foundation (v Združenem kraljestvu) Države ), American Childhood Cancer Organization (ZDA), Childhood Cancer Support (Avstralija) in združenje Hayim (Izrael). Alex's Lemonade Stand Foundation ljudem po ZDA omogoča, da z organizacijo limonadnih stojnic zbirajo denar za raziskave pediatričnega raka. Nacionalna fundacija za pediatrični rak se osredotoča na iskanje manj toksičnih in učinkovitejših načinov zdravljenja pediatričnega raka. Ta fundacija sodeluje s 24 različnimi bolnišnicami po ZDA v iskanju učinkovitih zdravil v praksi. 
Ljudje pomagajo fundacijam na različne načine, vključno s pisanjem čekov, zbiranjem nadomestnih kovancev, prodajo peciva/limonad, darovanjem dela nakupov v trgovinah ali restavracijah in donacijami s plačanim odmorom, pa tudi dražbami, kolesarjenjem, plesi. Poleg tega številne glavne fundacije omogočajo darovanje z gumbom za donacije.
Fundacije poleg pospeševanja raziskav, ki se osredotočajo na raka, ponujajo tudi podporo družinam, katerih otroke bolezen prizadene. Skupine in društva za podporo so na voljo v bolnišnicah in na spletu, financirajo pa jih različne fundacije. Fundacije za otroškega raka organizirajo osebne in spletne podporne skupine ter družinam predlagajo knjige za lažje obvladovanje. So nepridobitne organizacije in kot take oproščene davka. Mednarodni dan otroškega raka se vsako leto obeležuje 15. februarja. 